# 耶爾鎮區 (愛荷華州布恩縣)
耶爾鎮區（英語：Yell Township）是位於美國愛荷華州布恩縣的一個行政鎮區。

## 地方資料
根據2010年美國人口普查的數據，耶爾鎮區的面積為84.39平方千米，當中陸地面積為83.16平方千米，而水域面積為1.23平方千米。當地共有人口2273人，而人口密度為每平方千米26.93人。